# IFK 마리에함
IFK 마리에함(IFK Mariehamn)는 핀란드 올란드 제도의 주도 마리에함의 축구 클럽으로, 현재 베이카우스리가에서 활동하고 있다.

## 선수 명단

### 현역
- 세바스티안 달스트룀(2024 ~ )